# Lavoar

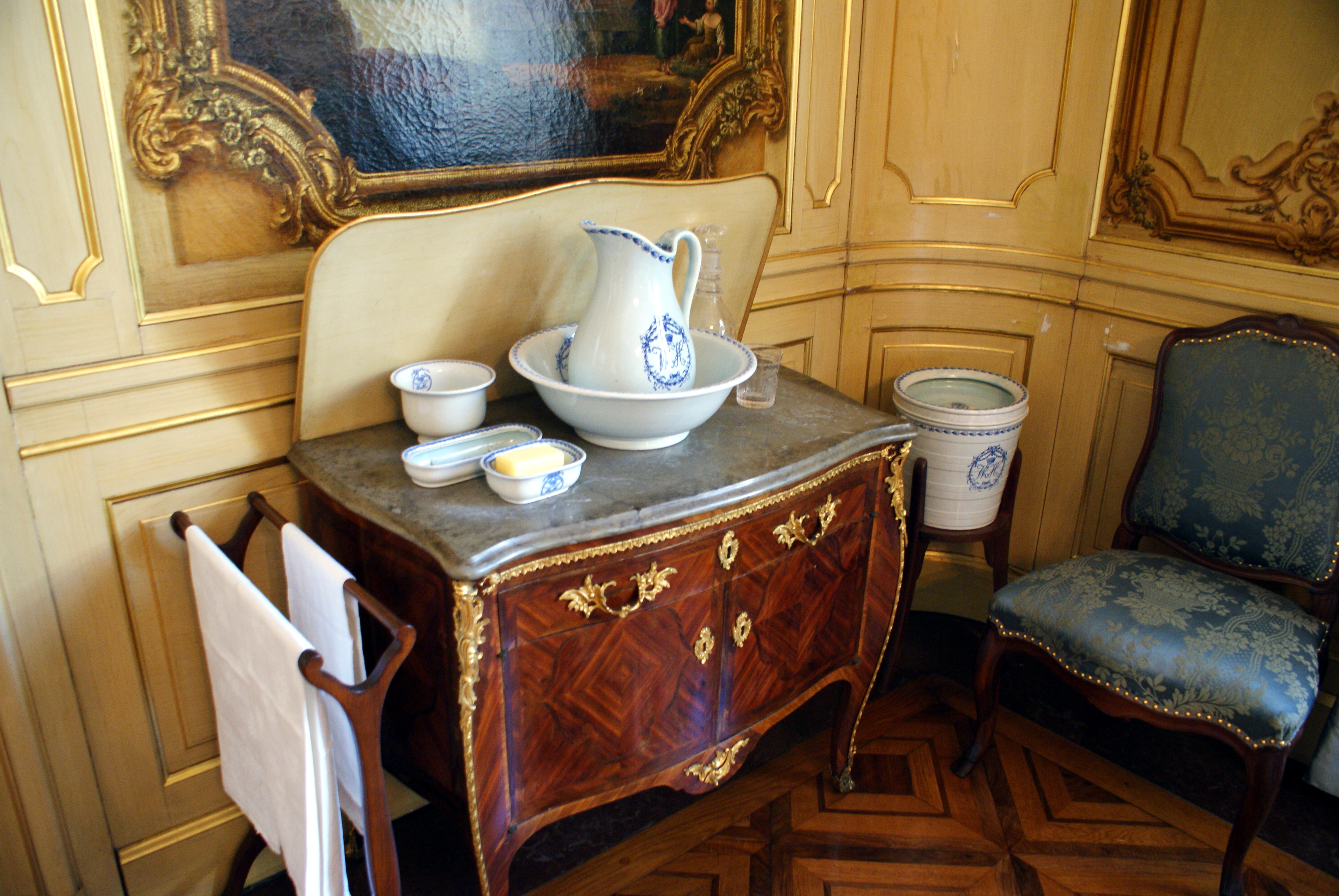
Lavoaren i grevparets sovrum på Hallwylska museet.

Lavoar (franska lavoir, av laver, 'tvätta') är en typ av finare tvättställ och förvaringsmöbel som förr ofta fanns i hem och tvättrum. Den består av en överdel, ofta gjord av en stenskiva, med ett underskåp. I lavoaren fanns ett vattenkrus, ett tvättfat och olika hygienartiklar. Tvättfatet togs fram när man skulle tvätta sig om ansikte och händer.
Ordet "lavoar" finns belagt i svenska språket sedan 1866. Termen används så om alla typer av tvättställ på finlandssvenska.
En billigare, mindre, enklare och anspråkslösare typ av tvättställ är den så kallade kommoden. Där är handfatet nedsänkt i möbeln, under ett öppningsbart lock.
Lavoar och kommod har tillsammans utvecklats till vår tids badrumsskåp.